# Вестон-парк (Канберра)
35°17′25″ пд. ш. 149°05′35″ сх. д. / 35.2903° пд. ш. 149.093° сх. д.
Вестон-парк — парк, розташований на півострові на західному березі озера Берлі-Гріффін в австралійській столиці Канберрі.
Розташований на півострові, Вестон-Парк з трьох боків оточений водою. Із західного боку півострова лежить плесо Яррамунді-Річ, зі східною — плесо Таркула-Річ. Північний край півострова носить назву Курраджонг-поїнт. Вестон-парк отримав свою назву в 1961 році на честь Томаса Чарлза Вестона, який займався озелененням Канберри й заснував в 1914 році лісопітомник і дендрарій неподалік. Парк є одним із місць відпочинку городян. На його території є різні розваги для відвідувачів: кав'ярні, дитячі ігрові майданчики, лабіринт і мініатюрна залізниця. На території Вестон-парку водяться декілька видів тварин і птахів, у тому числі кенгуру й пелікани.